# Latidae
I Latidae sono una famiglia di pesci appartenenti all'ordine Perciformes.

## Distribuzione e habitat
I pesci di questa famiglia sono diffusi nelle acque marine, salmastre e dolci di tutta l'area indopacifica, dal golfo Persico all'Australia ed al Giappone. Molte specie del genere Lates sono endemiche dei grandi laghi africani, soprattutto il lago Tanganica, il lago Alberto ed il lago Rodolfo.

Le specie marine sono in genere costiere ed eurialine, spesso catadrome ovvero vivono in acqua dolce e tornano al mare per la riproduzione. Le specie d'acqua dolce possono sia essere adattabili a vari ambienti (per esempio il noto persico africano) che specializzate, ad esempio le specie endemiche del lago Tanganica, bacino che ospita ben 4 specie del genere Lates, ognuna delle quali frequenta ambienti propri e cattura prede diverse, in modo che non si verifica alcuna competizione.

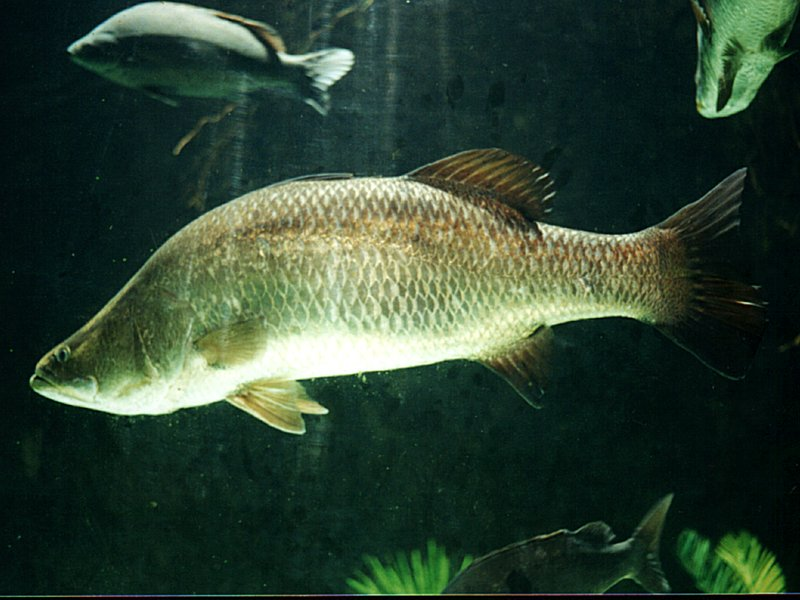
Lates calcarifer

## Descrizione
Questi pesci sono estremamente simili ai Centropomidae, con la caratteristica testa schiacciata seguita, in molte specie, da una vistosa "gobba" sul dorso.

Alcune specie come Lates niloticus possono raggiungere i 2 m di lunghezza.

## Riproduzione
Depongono le uova sul substrato e non manifestano nessun tipo di cure parentali.

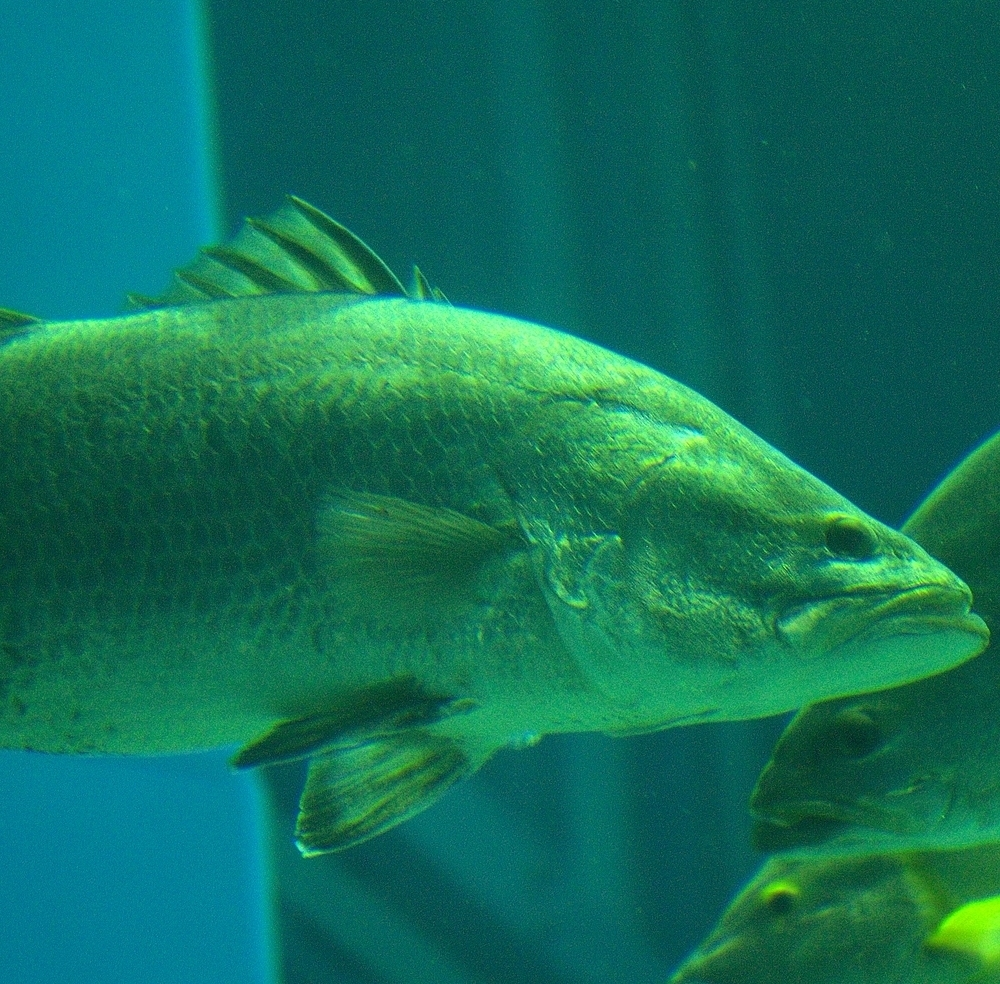
Lates japonicus

## Alimentazione
Tutte le specie sono predatrici e catturano in prevalenza altri pesci.

## Tassonomia
Questa famiglia è stata solo di recente scorporata dalla famiglia Centropomidae.

## Generi
- Hypopterus
- Lates
- Psammoperca